# Sodnomyn Damdinbazar
Sodnomyn Damdinbazar (en mongol : Содномын Дамдинбазар), né dans le sum Tüdevtei de la province Zavkhan en Mongolie en 1874 et décédé le 23 juin 1923 à Oulan-Bator est un homme politique mongol, Premier ministre du pays de février 1921 à mai 1922 et de mars 1922 à sa mort.